# 王贵英
王贵英（1917年—1994年），山西太原阳曲人，中华人民共和国政治人物。
1944年，进入太原育才机器厂担任工人，历任太原钢铁厂平炉班班长、车间副主任、厂工会主席，太原钢铁公司工会主席，创造“王贵英快速炼钢法”，获全国劳动模范称号。